# Thomas Dürst
Pour les articles homonymes, voir Dürst.
Thomas Dürst, né le 22 juin 1967 à Munich, est un coureur cycliste allemand, en activité de 1984 à 1992.

## Carrière sportive
Dürst commence sa carrière sportive au RV Sturmvogel Munich. Avec son équipe U-15, il remporte le championnat de Bavière de le contre-la-montre par équipe en 1980. Plus tard, il se concentre sur le cyclisme sur piste et en 1984, il termine deuxième du championnat d’Allemagne juniors de course par équipe de deux hommes.
Dürst, qui s’entraîne alors avec le groupe de promotion sportive de la Bundeswehr à Neubiberg, remporte une deuxième et une troisième place en 1987 aux championnats d’Allemagne amateurs en poursuite individuelle et en poursuite par équipes. Dürst participe à plusieurs courses amateurs de six jours et gagne à Munich en 1988. En 1988, il est couronné champion d’Allemagne amateur de poursuite individuelle. Aux Jeux olympiques d’été de 1988 à Séoul, Dürst participe aux épreuves de cyclisme sur piste en poursuite. Il ne termine pas dans le top huit de la poursuite individuelle, et se classe dixième de la poursuite par équipe. La même année, Dürst, qui mesure 1,80 mètre, augmente à nouveau ses activités dans les courses sur route. Il gagne notamment la version amateur de la course par étapes belge Ronde van Limburg et s’adjuge la troisième place de la course par étapes de Berlin. Pendant ce temps, Dürst court pour le club « BRC Opel-Schüler Berlin ».
En 1989, Dürst fait ses débuts professionnels avec l’équipe cycliste néerlandaise Panasonic-Isostar. Le point culminant de sa saison est sa participation aux Championnats du monde sur route à Chambéry (France), où il termine avant-dernier avec la 41e place. Il obtient le meilleur résultat de sa première année professionnelle avec une neuvième place lors de la Course des raisins). Il s’est classé deux fois chacun au Tour de Suisse (1989 70e, 1990 44e) et Paris-Tours (1989 129e, 1990 109e). Au Tour Méditerranéen 1990, il remporte une victoire d’étape, mais ne termine pas cette course par étapes. 
En 1991, Dürst rejoint l’équipe néerlandaise PDM-Concorde et obtient son meilleur résultat avec une sixième place à la Druivenkoers-Overijse. Dürst dispute sa dernière saison professionnelle en 1992, où il manque de peu le podium avec deux quatrièmes places à la Rund um Köln (Tour de Cologne) et au Grand Prix Cholet-Pays de la Loire.
Après la fin de sa carrière sportive professionnelle, Dürst travaille comme journaliste sportif et physiothérapeute et commence des études de psychologie en 2001, qu’il termine après s’être inscrit à l’Université Ludwig Maximilian de Munich et à l’Université libre de Berlin. Il vit à Berlin et travaille comme psychothérapeute.
Son père, Peter Dürst, travaillait comme accessoiriste au cinéma et à la télévision.

## Palmarès
- 1984
  - 2e du championnat d'Allemagne de cyclisme sur piste américaine juniors
- 1987
  - 2e de la Grafton to Inverell Classic
  - 2e du championnat d'Allemagne de cyclisme sur piste poursuite amateurs
  - 3e du championnat d'Allemagne de cyclisme sur piste poursuite par équipes amateurs
- 1988
  -  champion d'Allemagne de cyclisme sur piste poursuite amateurs
  - Tour du Limbourg amateurs
    - 1re étape
    - 4e étape

  - Six Jours de Munich amateurs
  - 2e des Six Jours de Berlin amateurs
  - 2e des Six Jours de Dortmund amateurs
  - 3e du Tour de Berlin
- 1990
  - 6e étape du Tour méditerranéen cycliste professionnel
  - 2e du Grand Prix Betekom

## Résultats sur les grands tours

### Tour d'Espagne
1 participation :
- 1991 : hors délais à la 12e étape